# كورنيليوس براون
كورنيليوس براون (بالإنجليزية: Cornelius Brown)‏ هو لاعب كرة قدم أمريكية أمريكي، ولد في 26 فبراير 1988 في هيوستن في الولايات المتحدة.

## وصلات خارجية
- كورنيليوس براون على موقع مرجع كرة القدم المحترفة.كوم (الإنجليزية)